# گوگول
یک گوگول (به انگلیسی: googol) عدد بزرگی به‌اندازهٔ ۱۰۱۰۰ که در واقع همان عدد ۱ با صد صفر است:
۱۰،۰۰۰،۰۰۰،۰۰۰،۰۰۰،۰۰۰،۰۰۰،۰۰۰،۰۰۰،۰۰۰،۰۰۰،۰۰۰،۰۰۰،۰۰۰،۰۰۰،۰۰۰،۰۰۰،۰۰۰،۰۰۰،۰۰۰،۰۰۰،۰۰۰،۰۰۰،۰۰۰،۰۰۰،۰۰۰،۰۰۰،۰۰۰،۰۰۰،۰۰۰،۰۰۰،۰۰۰،۰۰۰،۰۰۰ (1E+100)
این اصطلاح برای نخستین‌بار در ۱۹۳۸ به ‌وسیلۀ میلتون سیروتا، برادرزادۀ ۹ سالۀ ادوارد کازنر (ریاضی‌دان) خوانده شد و در کتابِ ریاضیات و تحلیل کاسنر به‌کار رفت.
| نماد علمی              | مقیاس کوچک        | مقیاس بزرگ    | پیشوند اس آی | نماد اس آی |
| ---------------------- | ----------------- | ------------- | ------------ | ---------- |
| ۱۰۰                    | یک                | یک            | یونی         | u          |
| ۱۰۱                    | ده                | ده            | دکا          | da         |
| ۱۰۲                    | یک‌صد              | یک‌صد          | هکتو         | h          |
| ۱۰۳                    | یک‌هزار            | یک‌هزار        | کیلو         | k          |
| ۱۰۴                    | ده هزار           | ده هزار       |              |            |
| ۱۰۵                    | یکصد هزار         | یکصد هزار     |              |            |
| ۱۰۶                    | میلیون            | میلیون        | مگا          | M          |
| ۱۰۹                    | بیلیون            | میلیارد       | گیگا         | G          |
| ۱۰۱۲                   | تریلیون           | بیلیون        | ترا          | T          |
| ۱۰۱۵                   | کوآدریلیون        | بیلیارد       | پتا          | P          |
| ۱۰۱۸                   | کوینتیلیون        | تریلیون       | اگزا         | E          |
| ۱۰۲۱                   | سکستیلیون         | تریلیارد      | زِتا          | Z          |
| ۱۰۲۴                   | سپتیلیون          | کوآدریلیون    | یوتا         | Y          |
| ۱۰۲۷                   | اکتیلیون          | کادریلیارد    | اگزونا       | X          |
| ۱۰۳۰                   | نانیلیون          | کوینتیلیون    | وکا          | V          |
| ۱۰۳۳                   | دسیلیون           | کوانتیلیارد   | مکا          | Me         |
| ۱۰۳۶                   | آندسیلیون         | سکستیلیون     |              |            |
| ۱۰۳۹                   | دیودسیلیون        | سکستیلیارد    |              |            |
| ۱۰۴۲                   | تریدسیلیون        | سپتیلیون      |              |            |
| ۱۰۴۵                   | کواتیوردسیلیون    | سپتیلیارد     |              |            |
| ۱۰۴۸                   | کویندسیلیون       | اکتیلیون      |              |            |
| ۱۰۵۱                   | سکسدسیلیون        | اکتیلیارد     |              |            |
| ۱۰۵۴                   | سپتدسیلیون        | نانیلیون      |              |            |
| ۱۰۵۷                   | اُکتودسیلیون       | نانیلیارد     |              |            |
| ۱۰۶۰                   | نومدسیلیون        | دسیلیون       |              |            |
| ۱۰۶۳                   | ویجینتیلیون       | دسیلیارد      |              |            |
| ۱۰۶۶                   | آنویجینتیلیون     | آندسیلیون     |              |            |
| ۱۰۶۹                   | دویجینتیلیون      | آندسیلیارد    |              |            |
| ۱۰۷۲                   | ترسویجینتیلیون    | دودسیلیون     |              |            |
| ۱۰۷۵                   | کوادرویجینتیلیون  | دودسیلیارد    |              |            |
| ۱۰۷۸                   | کوینکاویجینتیلیون | تریدسیلیون    |              |            |
| ۱۰۸۱                   | سیسویجینتیلیون    | تریدسیلیارد   |              |            |
| ۱۰۸۴                   | سپتمویجینتیلیون   | کوادردسیلیون  |              |            |
| ۱۰۸۷                   | آکتوویجینتیلیون   | کوادردسیلیارد |              |            |
| ۱۰۹۰                   | نومویجینتیلیون    | کویندسیلیون   |              |            |
| ۱۰۹۳                   | تریویجینتیلیون    | کویندسیلیارد  |              |            |
| ۱۰۹۶                   | آنتریویجینتیلیون  | سیدسیلیون     |              |            |
| ۱۰۹۹                   | دوتریویجینتیلیون  | سیدسیلیارد    |              |            |
| ۱۰۱۰۰                  | گوگول             | گوگول         |              |            |
| ۱۰googol = ۱۰۱۰۱۰۰     | گوگول پلکس        | گوگول پلکس    |              |            |
| ۱۰googolplex = ۱۰۱۰۱۰۰ | گوگول پلکسیان     | گوگول پلکسیان |              |            |